# Sefiane
Sefiane (în arabă سفيان) este o comună din provincia Batna, Algeria.
Populația comunei este de 14.327 de locuitori (2008).